# Cappella di San Giovanni Gualberto
La cappella di San Giovanni Gualberto, conosciuta anche come cappella dell'Abate, è un edificio sacro situato a Sambuca Val di Pesa, in località Mulino dell'Abate nel comune di Tavarnelle Val di Pesa, in provincia di Firenze, diocesi della medesima città.
La cappella è dedicata a san Giovanni Gualberto, nato nel X secolo, fondatore della Congregazione vallombrosana e di numerose abbazie, che visse negli ultimi anni della sua vita nella badia a Passignano dove è sepolto.

## Storia
L'edificio, realizzato nel luogo dove, secondo la tradizione, il santo usava recarsi a pregare, racchiude il masso su cui Giovanni Gualberto si sdraiava, sofferente, come ci ricorda la lapide posta nell'atrio, "da penosa ischiade" e che recherebbe impressa la forma del suo corpo.
Un primo capitello votivo fu edificato intorno al masso nel 1671 per poi essere demolito e ricostruito in forme più ampie due secoli più tardi. Nello stesso periodo vi fu collocata, accanto al masso sopra un piedistallo, una copia in gesso della statua del santo di Giovan Battista Caccini, il cui originale in marmo si trova nella chiesa di Badia a Passignano.
La chiesetta attuale, con l'antistante atrio, è stata costruita ex novo nel 1856 in sostituzione dell'antico capitello votivo. Il dipinto collocato sull'altare, sempre del 1856, è opera del pittore Pietro Pezzati e rappresenta San Giovanni Gualberto in preghiera visitato dalla luce divina.
La cappella, situata lungo il corso del fiume Pesa, è il culmine di un percorso dedicato a san Giovanni Gualberto. Nei pressi della cappella si trovano anche dei poderosi massi che il diavolo avrebbe scagliato contro il santo in preghiera; delle presunte impronte del santo e, infine, il Mulino dell'Abate dove il santo portava a macinare il proprio frumento.

## Descrizione
La cappella ha uno schema ad aula unica ed è conclusa da un'abside semicircolare nel cui vano è collocato il masso miracoloso. Si accede all'interno attraverso un atrio aperto con arco ribassato, a sesto policentrico. Nella parte posteriore è collocato un piccolo campanile a vela.